# Kościół Trójcy Świętej w Murowie
Kościół Trójcy Świętej – rzymskokatolicki kościół parafialny w Murowie. Świątynia należy do parafii Trójcy Świętej w Murowie w dekanacie Zagwiździe, diecezji opolskiej.

## Historia kościoła
Kościół parafialny w Murowie został wybudowany w 2001 roku. Konsekracja miała miejsce 16 września 2001 roku, a dokonał jej ksiądz arcybiskup Alfons Nossol.